# Pietro Andrea Gambari
Pietro Andrea Gambari (o Gambaro, Gammari, Gammaro), in latino Petrus Andreas Gammarus o Gambarinus (Casalfiumanese, 1480 – Viterbo, settembre 1528) è stato un giurista e presbitero italiano, eletto vescovo di Faenza nel 1528.

## Biografia
Nato a Casalfiumanese nel 1480, ottenne il dottorato in diritto civile nel 1505 e nel 1507 in diritto canonico. Fu giurista, docente di diritto all'Università di Bologna ed autore di numerose opere.
Nella sua carriera ecclesiastica, fu uditore presso la Sacra Rota Romana, vicario generale dell'arcivescovo di Firenze Giulio de' Medici (futuro papa Clemente VII) e nunzio apostolico presso la corte di Polonia.
Il 7 agosto 1528, durante il papato di Giulio II, venne nominato vescovo di Faenza. Svolse tuttavia il ruolo episcopale solo per pochissimo tempo fino alla sua morte avvenuta, probabilmente a Viterbo, nel settembre dello stesso anno (o secondo altre fonti novembre).

## Opere
- De veritate ac excellentia legalis scientiae libellus, Bononiae, in officina Iohannis Antonii de Benedicti, 1506; Basileae 1543; rist. in Tractatus universi iuris, I, Venetiis 1584, cc. 132r-134r.
- Liber legalis dialeticae, Venetiis, per Benedicturn Hectoris, 1507; 1513; Legalis dialectica, 1522; Bononiae 1524; Venetiis 1533 [assieme al De veritate et excellentia legalis scientiae]; Bononiae 1536; Basileae 1543.
  - (LA) Dialectica legalis iuris utriusque, Venezia, Guglielmo da Fontaneto, 1533.
- Tractatus in difficillimam materiam extensionum, Venetiis, 1509.
- Tractatus permutationis beneficior, 1512; De beneficiorum permutatione, in Tractatus universi iuris, XV, I, Venetiis 1584, pp. 208–220.
- Extravagans lulii Il. super electione simoniaca papae, Romae, apud Calvum [1528].